# Boeing A160 Hummingbird
Boeing A160 Hummingbird ("Kolibri) (vojaška oznaka: YMQ-18A) je enomotorni vojaški brezpilotni helikopter. A160 lahko leti na večji višini in precej dlje kot helikopterji, ki so trenutno v uporabi. Razvoj Hummingbirda se je začel pri podjetju Frontier Aircraft. Maja 2004 je to podjetje prevzel Boeing in ga integriral v Boeing Phantom Works. Prve A160 je pganjal modificirani avtomobilski motor Subaru, novejše verzije pa uporabljajo turbogredni motor Pratt & Whitney PW207D.
A160 naj bi imel dolet okrog 2.500 mi (4.000 km), največjo hitrost 140 vozlov, čas leta (avtonomijo) okrog 24 ur in možnost letenja na višini do 9000 metrov.

## Specifikacije
- Posadka: 0
- Dolžina: 35 ft 0 in (10.7 m)
- Premer glavnega rotorja: 36 ft 0 in (11 m)
- Prazna teža: 2500 lb (1134 kg)
- Gros teža: 6500 lb (2948 kg)
- Motor: 1 × Pratt & Whitney Canada PW207D, 550 KM (410 kW) vsak

- Največja hitrost: 160+ mph (258+ km/h)
- Čas leta: 20+ ur
- Višina leta (servisna): 20000–30000 ft (6100–9150 m)